# Rio Fundoaia (Bistriţa)
O Rio Fundoaia é um rio da Romênia, afluente do Bistriţa Aurie, localizado no distrito de Suceava.